# Biblioteca delle Scienze
La Biblioteca delle Scienze dell’Università degli Studi di Pavia nata dall'accorpamento delle biblioteche di alcune facoltà scientifiche e conta un patrimonio di oltre 32.000 volumi, 2.900 stampati tra il XVII e il XIX secolo e 1.757 periodici. La biblioteca dispone di tre sale studio che possono ospitare, complessivamente, circa 120 studenti.

## Storia
La biblioteca delle Scienze è nata nel 2008 dall’accorpamento delle biblioteche di Fisica, Chimica, Farmacia, Biochimica e, dal 2011, Fisiologia e dal patrimonio libraria o documentario delle biblioteche dei dipartimenti Castellani di biochimica, di Chimica Organica, di Chimica Generale, di Chimica Fisica, Farmacologia Sperimentale e Applicata, Fisica Nucleare e Teorica, Alessandro Volta di Fisica e di Fisiologia Umana e Generale. Data la vastità delle raccolte librarie e la mancanza di una struttura che possa contenere in un'unica sede l’intero patrimonio della biblioteca, esso è diviso tra le sedi delle ex biblioteche di Chimica, Farmacia e Fisica.

## Le raccolte librarie
Il Fondo della Società Medico Chirurgica di Pavia: raccoglie oltre 1.800 volumi, che trattano i principali settori della medicina e della chirurgia, sia italiani, sia stranieri (per lo più francesi e tedeschi), risalenti principalmente alla fine del XIX secolo, che sono stati collezionati e conservati da diversi membri e presidenti della Società (fondata da Camillo Golgi nel 1885) nel corso degli anni, fino a costituire una vera e propria biblioteca. Il fondo conserva anche più di 100 volumi di pregio, editi prima del 1830, come i trattati anatomici dal medico svizzero Albrecht von Haller, pubblicati dal 1768 al 1775, la prima edizione di Anatomici summi septemdecim tabulae di Giovanni Domenico Santorini e l’Opera medica universa di Lazare Rivière, stampata a Venezia nel 1683. Il patrimonio librario si trovano inoltre libri provenienti dalle raccolte personali di medici e studiosi pavesi o che hanno lavorato a Pavia, come i volumi originali di alcuni docenti della seconda metà del Settecento, come quelli di igiene e salute pubblica di Johan Peter Frank e quelli del neurologo svizzero Samuel Auguste Tissot. Fanno parte del fondo anche oltre 12.000 estratti, datati tra il 1831 e il 1933, raccolti dal patologo Achille Monti e riviste scientifiche, sia italiane, sia straniere: in particolare sono presenti molte pubblicazioni di altre Società Medico Chirurgiche, a partire dalla data della loro fondazione, tra cui quelle delle Università di Bologna, Torino e Padova.
Il Fondo Storico di Farmacia: conserva circa 300 volumi di Chimica Organica, Inorganica, Farmacia, Tecnica Farmaceutica e scienze affini e in particolare una corposa raccolta di farmacopee risalenti al XVIII e al XIX secolo, prodotte da alcuni tra i più importanti studiosi del tempo, come Pietro Andrea Mattioli, Giovanni Antonio Scopoli, Egidio Pollacci e Luigi Valentino Brugnatelli. Il fondo raccoglie anche una vasta collezione di riviste di farmacia e chimica italiane e straniere ottocentesche.
Il Fondo storico di Fisica: contiene circa 200 volumi, alcuni rari, stampati tra il XVII secolo e il 1830, 500 pubblicati nel XIX secolo, 2.000 estratti di articoli scientifici risalenti all’Ottocento e agli inizi del Novecento e circa 9.000 documenti divisi in 61 faldoni.